# Broelbrug
De Broelbrug is een stenen boogbrug in het centrum van de stad Kortrijk. De brug telt drie bogen, overspant de rivier de Leie en verbindt de twee historische Broeltorens en de Broelkaai met de Verzetskaai.

## Geschiedenis
Aanvankelijk werd de Broelbrug ook de Hoge Brug genoemd. De brug werd in 1872 gerestaureerd door architect L. Degeyne. In het midden op de brug bevindt zich het beeld van de heilige Johannes Nepomucenus, patroonheilige van de drenkelingen. Dit beeld stond eerder op de Broelkaai, maar werd verplaatst naar de Broelbrug. De Broelbrug werd tijdens de beide wereldoorlogen in oktober 1918 en op 23 mei 1940 (tijdens de Leieslag) vernield, waarna ze telkens in de oorspronkelijke bouwstijl werd heropgebouwd.

## Varia
Niettegenstaande de Broelbrug vrij smal is, werd vroeger toch verkeer in twee richtingen toegelaten. Tegenwoordig is dat in een richting.
Broelbrug · Budabrug · Brug over Sluis 11 · Collegebrug · Dambrug · De Drie Duikers · Gentbrug · Gerechtshofbrug · Groeningebrug · Kalkovenbrug · Kasteelbrug · Leiebrug · Luipaardbrug · Noordbrug · Overzetwegbrug · Reepbrug · Ronde van Vlaanderenbrug · Spoorwegbrug Kanaal · Viaduct R8 (Harelbeke) · Viaduct R8 (Marke) · Viaduct R8 (Stasegem)